# Barzanò
Barzanò là một đô thị trong tỉnh Lecco, trong vùng Lombardia của Ý, cự ly khoảng 30 km về phía đông bắc của Milan và khoảng 14 km về phía tây nam của Lecco. Tại thời điểm ngày 31 tháng 12 năm 2004, đô thị này có dân số 4.898 người và diện tích là 3,6 km².
Đô thị Barzanò có các frazioni (các đơn vị dân cư trực thuộc, chủ yếu là các làng) Torricella, San Feriolo, Dagò, và Villanova.
Barzanò giáp các đô thị: Barzago, Cassago Brianza, Cremella, Monticello Brianza, Sirtori, Viganò.